# 日本の夜景100選
日本の夜景100選（にほんのやけいひゃくせん）は、非営利団体「新日本三大夜景・夜景100選事務局」が選定した、日本で特に美しい100か所の夜景である。2004年8月に発表された。新日本三大夜景・夜景100選事務局の代表は縄手真人である。

## 一覧
| 都道府県 | 選定地                                | 区市町村        |
| -------- | ------------------------------------- | --------------- |
| 北海道   | 函館山                                | 函館市          |
| 北海道   | 藻岩山                                | 札幌市          |
| 北海道   | JRタワー展望室Ｔ38                    | 札幌市          |
| 北海道   | 天狗山                                | 小樽市          |
| 北海道   | 測量山                                | 室蘭市          |
| 青森県   | 釜臥山                                | むつ市          |
| 岩手県   | 岩山公園                              | 盛岡市          |
| 宮城県   | SS30                                  | 仙台市          |
| 宮城県   | 安波山                                | 気仙沼市        |
| 秋田県   | セリオン                              | 秋田市          |
| 山形県   | 舞鶴公園                              | 天童市          |
| 山形県   | 眺海の森                              | 酒田市          |
| 福島県   | 信夫山                                | 福島市          |
| 茨城県   | 筑波山・表筑波スカイライン            | つくば市 石岡市 |
| 栃木県   | 太平山                                | 栃木市          |
| 栃木県   | 織姫公園                              | 足利市          |
| 群馬県   | 群馬県庁展望ホール                    | 前橋市          |
| 群馬県   | 大パノラマ夜景展望台                  | 前橋市          |
| 埼玉県   | 美の山公園                            | 秩父市          |
| 千葉県   | きみさらずタワー                      | 木更津市        |
| 千葉県   | 飯岡刑部岬                            | 旭市            |
| 千葉県   | アイ・リンクタウン展望室              | 市川市          |
| 東京都   | 東京タワー                            | 港区            |
| 東京都   | 六本木ヒルズ                          | 港区            |
| 東京都   | 都庁                                  | 新宿区          |
| 東京都   | サンシャイン60 (スカイサーカス)       | 豊島区          |
| 東京都   | 世界貿易センタービル                  | 港区            |
| 神奈川県 | 横浜ランドマークタワー                | 横浜市          |
| 神奈川県 | 横浜港大さん橋国際客船ターミナル      | 横浜市          |
| 神奈川県 | 湘南平                                | 平塚市          |
| 神奈川県 | 菜の花台                              | 秦野市          |
| 山梨県   | 笛吹川フルーツ公園                    | 山梨市          |
| 山梨県   | 新倉山浅間公園                        | 富士吉田市      |
| 山梨県   | 八代ふるさと公園                      | 笛吹市          |
| 新潟県   | 朱鷺メッセ展望室                      | 新潟市          |
| 新潟県   | 弥彦山                                | 長岡市・弥彦村  |
| 富山県   | 富山市役所                            | 富山市          |
| 富山県   | 二上山                                | 高岡市          |
| 石川県   | 卯辰山                                | 金沢市          |
| 石川県   | 石川県庁                              | 金沢市          |
| 石川県   | 獅子吼高原                            | 白山市          |
| 福井県   | 村国山                                | 越前市          |
| 長野県   | 姨捨SA                                | 千曲市          |
| 長野県   | 城山公園                              | 松本市          |
| 長野県   | 立石公園                              | 諏訪市          |
| 岐阜県   | 金華山                                | 岐阜市          |
| 岐阜県   | 池田山                                | 池田町          |
| 静岡県   | 伊豆スカイライン                      | 伊豆エリア      |
| 静岡県   | 熱海城                                | 熱海市          |
| 静岡県   | 富士川SA                              | 富士市          |
| 愛知県   | 東山スカイタワー                      | 名古屋市        |
| 愛知県   | 蔵王山展望台                          | 田原市          |
| 三重県   | 垂坂公園・羽津山緑地                  | 四日市市        |
| 滋賀県   | 比叡山ドライブウェイ                  | 大津市          |
| 京都府   | 将軍塚（東山山頂公園）                | 京都市          |
| 京都府   | 比叡山ドライブウェイ                  | 京都市          |
| 京都府   | 万灯呂山展望台                        | 井手町          |
| 大阪府   | あべのハルカス ハルカス300            | 大阪市          |
| 大阪府   | 梅田スカイビル空中庭園                | 大阪市          |
| 大阪府   | コスモタワー 大阪府咲洲庁舎展望台     | 大阪市          |
| 大阪府   | 信貴生駒スカイライン                  | 東大阪市 八尾市 |
| 大阪府   | 東大阪市役所                          | 東大阪市        |
| 大阪府   | 五月山                                | 池田市          |
| 大阪府   | 泉大津PA                              | 泉大津市        |
| 兵庫県   | 摩耶山                                | 神戸市          |
| 兵庫県   | 六甲ガーデンテラス                    | 神戸市          |
| 兵庫県   | ビーナスブリッジ                      | 神戸市          |
| 兵庫県   | 神戸ポートタワー                      | 神戸市          |
| 兵庫県   | 芦有ドライブウェイ 東六甲展望台       | 芦屋市          |
| 兵庫県   | 淡路SA                                | 淡路市          |
| 奈良県   | 若草山                                | 奈良市          |
| 奈良県   | 信貴生駒スカイライン                  | 生駒市 平群町   |
| 和歌山県 | 紀ノ川SA                              | 和歌山市        |
| 和歌山県 | 鷲ヶ峰コスモスパーク                  | 有田川町        |
| 岡山県   | 鷲羽山スカイライン                    | 倉敷市          |
| 岡山県   | 遙照山総合公園                        | 浅口市          |
| 広島県   | 黄金山                                | 広島市          |
| 広島県   | 灰ヶ峰                                | 呉市            |
| 広島県   | 千光寺展望台                          | 尾道市          |
| 山口県   | 火の山                                | 下関市          |
| 山口県   | 竜王山公園                            | 山陽小野田市    |
| 徳島県   | 眉山                                  | 徳島市          |
| 香川県   | 屋島 獅子の霊厳                       | 高松市          |
| 香川県   | 天使のすむ丘 サンアンジェリーナ展望台 | 宇多津町        |
| 愛媛県   | 松山総合公園                          | 松山市          |
| 愛媛県   | 具定展望台                            | 四国中央市      |
| 高知県   | 五台山公園                            | 高知市          |
| 福岡県   | 皿倉山                                | 北九州市        |
| 福岡県   | 福岡タワー                            | 福岡市          |
| 福岡県   | 油山片江展望台                        | 福岡市          |
| 福岡県   | 米の山展望広場                        | 篠栗町          |
| 佐賀県   | 道の駅吉野ヶ里                        | 吉野ヶ里町      |
| 長崎県   | 稲佐山                                | 長崎市          |
| 長崎県   | 弓張岳展望台                          | 佐世保市        |
| 熊本県   | 花岡山                                | 熊本市          |
| 熊本県   | 金峰山                                | 熊本市          |
| 大分県   | 十文字原展望台                        | 別府市          |
| 宮崎県   | 愛宕山公園                            | 延岡市          |
| 宮崎県   | 金御岳公園                            | 都城市          |
| 鹿児島県 | 城山展望台                            | 鹿児島市        |
| 鹿児島県 | 城山公園                              | 霧島市          |
| 沖縄県   | 浦添大公園                            | 浦添市          |

## 選定方法
選定にあたってはまずプロジェクトメンバーで選定基準を検討し、以下の選定基準を決定した。
- 訪れた人が感動するような夜景であること
- 一段高い場所から眺める夜景であること
- 道程がある程度整備されていること
- 展望施設として一般に開放されていること（宿泊施設・飲食店を除く）
- 近隣に類似する夜景スポットが存在する場合絞り込みを行う